# Хосе Мануел Ибар
Хосе Мануел Ибар е професионален боксьор от Испания.
Той е второто дете от общо 10 деца в семейството на Хосе Ибар. Става известен с прозвището Уртайн по чифлика, където е израснал.
Прави дебюта си в професионалния бокс на 25 юни 1968 г. Става европейски шампион по бокс през 1970 г.